# Kotor (Montenegró)
Kotor (horvátul Kotor, szerbül Котор, olaszul Cattaro, velencei nyelven Càtaro, albánul Kotorri, latinul Acruvium, görögül Askrèvion, Ασκρηβιον) tengerparti város Montenegróban, mely a Kotori-öböl keleti csücskében, 1000-1700 méter magas hegyek ölelésében fekszik. A város az azonos nevű község (járás) közigazgatási központja, lakossága 13510 fő.
Kotor régi mediterrán kikötője és az azt körülvevő, a szerb Nemanjić-dinasztia által építtetett lenyűgöző városfal nagyon jó állapotban maradt fenn és az UNESCO védelmét élvezi. 1420 és 1797 között Kotor és a környéke a Velencei Köztársaság uralma alatt állt és a velencei hatás még ma is meghatározza a város építészeti képét. A Kotori-öböl (Boka Kotorska) az egyik a szárazföldbe legmélyebben benyúló öblök közül az Adriai-tengeren, emiatt néha Európa legdélibb fjordjának is nevezik (bár valójában egy tenger által elöntött folyamvölgy). A közeli Orjen és Lovćen magasba törő mészkőszirtjeivel együtt az egyik legnagyszerűbb mediterrán tájat alkotja.
Az utóbbi években Kotorban folyamatosan emelkedik a turisták száma, akiket a Kotori-öböl természetes szépsége és maga Kotor óvárosa egyaránt vonz.

## A község (járás) települései
Bigova, 
Bratešići, 
Bunovići, 
Čavori, 
Dobrota, 
Donji Morinj, 
Donji Orahovac, 
Donji Stoliv, 
Dragalj, 
Dražin Vrt, 
Dub,  
Glavati, 
Glavatičići, 
Gornji Morinj, 
Gornji Orahovac, 
Gornji Stoliv, 
Gorovići, 
Han, 
Kavač, 
Knežlaz, 
Kolužunj, 
Kovači, 
Kostanjica, 
Kotor, 
Krimovica, 
Kubasi, 
Lastva Grbaljska, 
Ledenice, 
Lipci, 
Lješevići, 
Mali Zalazi, 
Malov Do, 
Mirac, 
Muo, 
Nalježići, 
Pelinovo, 
Perast, 
Pištet, 
Pobrđe, 
Prijeradi, 
Prčanj, 
Radanovići, 
Risan, 
Strp, 
Sutvara, 
Šišići, 
Škaljari, 
Špiljari, 
Trešnjica, 
Ukropci, 
Unijerina, 
Veliki Zalazi, 
Višnjeva, 
Vranovići, 
Zagora és 
Zvečava. 

## Története
Kotort először i.e. 168-ban említik. Területe az ókorban folyamatosan lakott volt, Acruvium, Ascrivium, illetve Ascruvium néven a Római Birodalom Dalmatia provinciájának részét képezte.
A várost a kora középkorban megerősítették, amikor Justinianus császár i. sz. 535-ben, a gótok kiűzése után egy erődöt építtetett Acruvium fölött, és körülötte valószínűleg egy második város is épült a magaslatokon, mivel Bíborbanszületett Konstantin a 10. században Alsó Kotort említi. A 9. században Decaterium néven ismert várost 840-ben kifosztották a szaracénok. A 11. századig a dalmát nyelvet beszélték Kotorban.
1002-ben a város kárt szenvedett az Első Bolgár Birodalom megszállása alatt, és a következő évben Sámuel bolgár cár átengedte Szerbiának, de a helybeliek fellázadtak a Raguzai Köztársasággal szövetségben, és csak 1184-ben hódoltak be, akkor is csak védett államként, így köztársasági intézményeik, illetve a békekötéshez és háborúkban való részvételhez fűződő jogaik érintetlenek maradtak. Ekkor már püspöki székhely volt, a 13. században pedig domonkos és ferences rendi monostorokat alapítottak, hogy ellenőrzés alatt tartsák a bogumil eretnekség terjedését. 1185-ben I. Nemanja István szerb nagyzsupán a Zetai fejedelemség elfoglalására indított hadjárata során bevonult Kotorba, ami békésen megadta magát neki. Az uralkodó megkímélte a várost és egy lenyűgöző várat épített benne.
A 14. században Cattaro kereskedelme, ahogy akkor hívták a várost, vetekedett a közeli Raguzai Köztársaságéval és felkeltette Velence féltékenységét. Szerbia 1389-ben bekövetkezett bukása után a város névleg I. Tvrtko bosnyák király fennhatósága alá került, a gyakorlatban azonban a velenceiek és a magyarok felváltva elfoglalták és feladták, mígnem 1420-ban tartósan velencei uralom alá került. Cattaro 1420 és 1797 között a Velencei Köztársaság Albania Veneta (Velencei Albánia) nevű birtokának a része volt, kivéve az oszmán uralom alatti időszakokat 1538-1571, illetve 1657-1699 között. Ez a négy évszázad adta a városnak azt a tipikus velencei barokk architektúrát, amelynek révén Kotor kiérdemelte az UNESCO világörökségi címet.
A velencei uralom alatt Cattaro elszenvedett két török ostromot 1538-ban és 1657-ben, egy pestisjárványt 1572-ben, valamint két földrengést 1563-ban és 1667-ben, melyeknek során csaknem megsemmisült. Az 1797-ben aláírt Campo Formió-i béke értelmében a Habsburg Birodalom része lett. 1805-ben a harmadik koalíciós háborút lezáró pozsonyi béke átengedte azt a Francia Császárság csatlós államának, a Napóleon által életre hívott Itáliai Királyságnak, azonban valójában egy orosz század birtokában volt Dmitrij Senjavin alatt. Az oroszok visszavonulása után Kotorot 1806-ban egyesítették az Itáliai Királysággal, majd 1810-ben a Francia Császárság Illír tartományaival. Kotort később William Hoste brit tengerészkapitány, a 38 ágyús HMS Bacchante parancsnokaként, a montenegrói erőkkel együttműködve megtámadta és elfoglalta a hegyi erődítményt. A hajók ágyúit és lövegeit csigasorok segítségével húzták fel az erőd szintjére. A francia helyőrségnek nem maradt más választása, mint feladni a várat, amit 1814. január 5-én meg is tett.

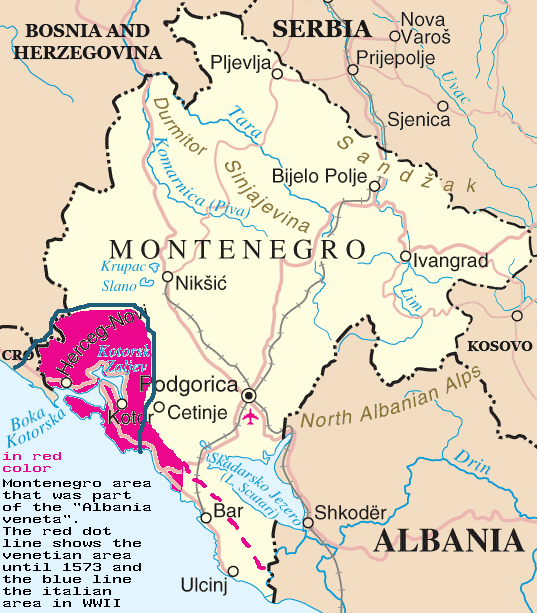
Az „Albania veneta” (1420-1797) területe a mai határokra vetítve

A bécsi kongresszus 1815-ben visszaszolgáltatta a várost az Osztrák Császárságnak. 1838-ban itt épült fel a Szerb Társasági Palota háromemeletes épülete és a Szerb Könyvtár, és itt alakult meg 1839-ben a legrégibb szerb dalkör, az Egység (Jedinstvo). 1848-ban Kotorban alapították a Szerb Népiskolát a keleti ortodox egyház hatásköre alatt. A Szerb Könyvtár 1849-ben felvette a Szláv Könyvtár nevet, hogy a helyi horvátok, szlovének és csehek igényeinek is megfeleljen. 1854-ben megalakult a Szerb Zeneiskola, 1862-ben a Szerb Nemzeti Gárda; 1868-ban a Szerb Nemzeti „Szent György” Jótékonysági Egylet; 1869-ben a Szerb Ortodox Iskola. A Szerb Ortodox Püspökséget 1870-ben alapították, a Kotori-öböli és Dubrovniki szerb ortodox egyházkerület schematizmusát (névtárát) először 1874-ben nyomtatták ki Kotorban. 1893-ban megnyílt a Szerb Női Elemi Iskola; 1895-ben megalakult a Szerb Tamburitza Zenekar; 1899-ben a Szerb Munkásszövetkezet; 1901-ben a Szerb Hitelszövetkezet. 1903-ban az Egység dalkör megszűnt, beolvadt az Egyesült Szerb Dalegyletbe. 1912-ben hatalmas ünnepséggel emlékeztek meg a Szerb Nemzeti Gárda kotori megalapításának ötvenedik évfordulójáról.
Az általános hadkötelezettség bevezetését célzó kormányzati intézkedések (melyek 1869-ben elbuktak, végül 1881-ben jártak sikerrel) két rövid felkeléshez vezettek az Orjen hegy nyugati vonulatán, Krivošije környékén élő szerbek között, melynek során Kotor volt az osztrák főhadiszállás.
Az első világháborúban Kotor – Póla és Trieszt mellett – az Osztrák-Magyar Haditengerészet három bázisának egyike és a pre-dreadnought csatahajókból és könnyűcirkálókból álló osztrák Ötödik Flotta anyakikötője volt. Ezen a területen vívták a helyi montenegrói szlávok és az Osztrák–Magyar Monarchia közötti leghevesebb csatákat. 1918 februárban a kikötőjében horgonyzó hadihajókon matrózfelkelés tört ki, melyet a közhiedelemmel ellentétben nem Horthy Miklós vezényletével vertek le. 1918 után a város a Jugoszláv Királyság része lett, azóta viseli hivatalosan a Kotor nevet. 1941-ben az Olasz Királyság annektálta Cattaro területét, 1943-ig az olasz Governatorato di Dalmaziához (Dalmát Kormányzósághoz) tartozott, majd 1945 után, a szocialista Jugoszlávián belül a Montenegrói Szocialista Köztársaság része lett.
1979. április 15-én jelentős földrengés sújtotta a montenegrói partvidéket, és hozzávetőleg száz emberéletet követelt. Kotor óvárosának fele megsemmisült, a Szent Trifun-székesegyházban is károk keletkeztek.
Egészen a 20. század elejéig a katolikusok alkották a többséget Kotorban és a Kotori-öböl körüli helységekben (további jelentős etnikai csoportokat a szerbek és az olaszok képeztek).
Kotor továbbra is a horvát katolikus egyház Kotori Egyházmegyéjének a székhelye, ami magában foglalja az egész öblöt.

## Lakossága
Kotor a Kotori járás közigazgatási központja, Dobrota, Risan és Perast városán kívül hozzá tartozik sok apró falucska a Kotori-öböl körül. A járás lakossága 23481 fő (a 2003-as népszámlálás szerint). Magának Kotor városának a lakossága 5341, de Kotor és Dobrota gyakorlatilag egy város, lakosságuk összesen 13510 fő.
Kotor lakossága (Dobrotával együtt):
- 1981. március 3. − 10780
- 1991. március 3. − 12903
- 2003. november 1. − 13510

Etnikai csoportok (1991-es népszámlálás):
- Montenegróiak (55,24%)
- Szerbek (14,07%)
- Horvátok (7,23%)

Etnikai csoportok (2003-as népszámlálás) − összesen 22947 fő:
- Montenegróiak - 10741 (46,81%)
- Szerbek - 7094 (30,91%)
- Horvátok - 1762 (7,68%)
- Jugoszlávok - 168 (0,73%)
- Muszlimok - 106 (0,46%)
- Albánok - 76 (0,33%)
- Macedónok - 49 (0,21%)
- Romák - 48 (0,21%)
- Oroszok - 39 (0,17%)
- Szlovének - 35 (0,15%)
- Olaszok - 32 (0,14%)
- Magyarok - 32 (0,14%)
- Egyiptomiak - 20 (0,09%)
- Bosnyákok - 16 (0,07%)
- Németek - 14 (0,06%)
- mások - 133 (0,58%)
- be nem vallott / meghatározatlan - 2165 (9,43%)
- regionálisan társult - 202 (0,88%)
- nincs adat - 215 (0,94)

1900-ból származó dokumentumok szerint Kotornak akkor 7617 katolikus (horvát) és 7207 ortodox keresztény (szerb) lakója volt.
A 2003-as népszámlálás 23481 állampolgárt vett számba, akik közül 78% ortodox keresztény (túlnyomóan a szerb ortodox egyház, kisebb részben a montenegrói ortodox egyház hívei) és 13% római katolikus volt.

## Ismert személyek

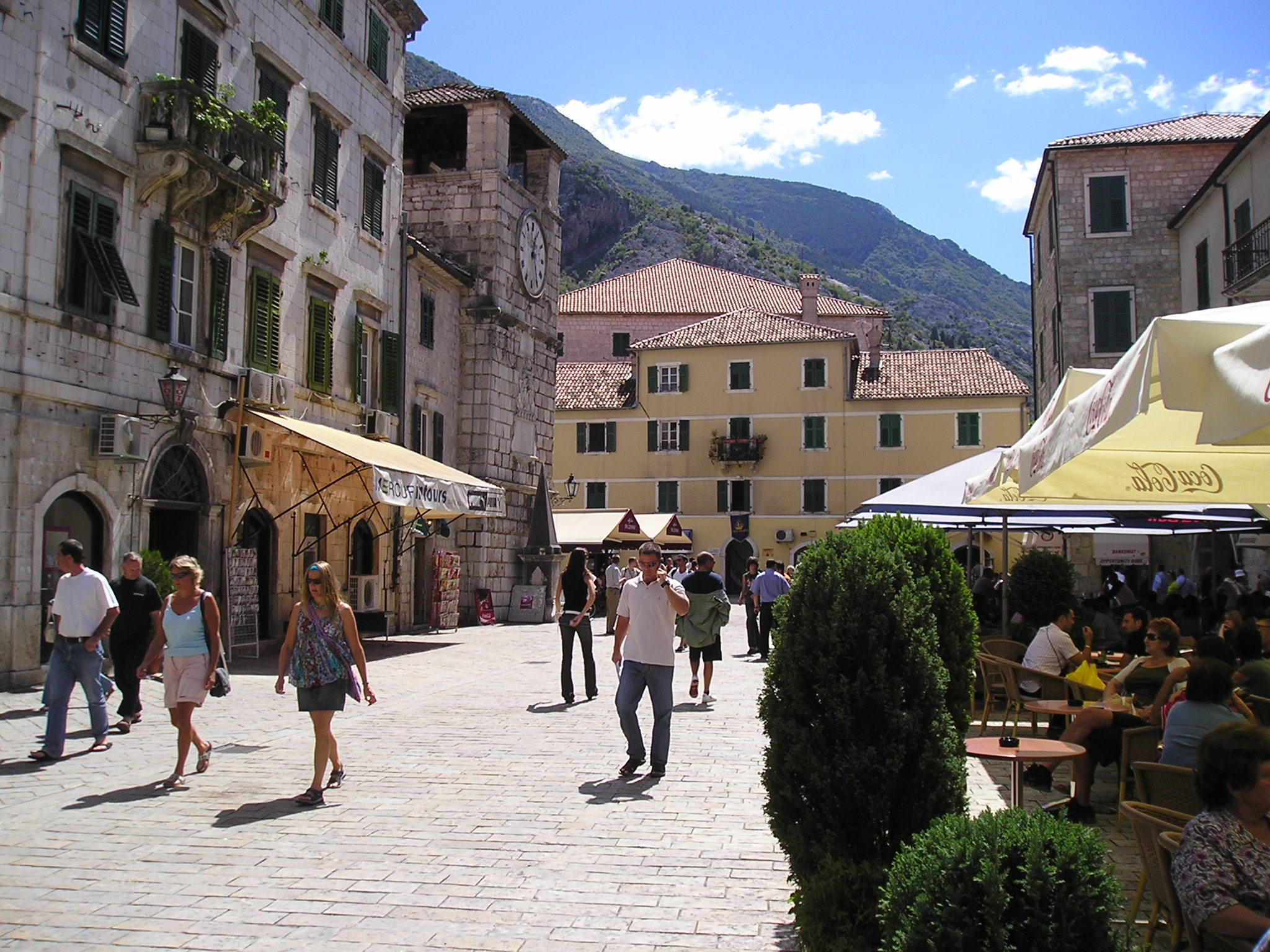
Tér Kotorban

- Rambo Amadeus montenegrói énekes és dalszerző
- Tomislav Crnković horvát labdarúgó
- Zoran Gopčević montenegrói vízilabdázó
- Svetozar Marović, Szerbia és Montenegró első és egyetlen elnöke
- Vlaho Orlić montenegrói vízilabdaedző
- Andrija Paltašić festő
- Branko Sbutega katolikus pap, emberi jogi- és békeaktivista
- Viktor Vida horvát író
- Boško Vuksanović montenegrói vízilabdaedző
- Josef Venantius von Wöß osztrák zeneszerző

## Turizmus

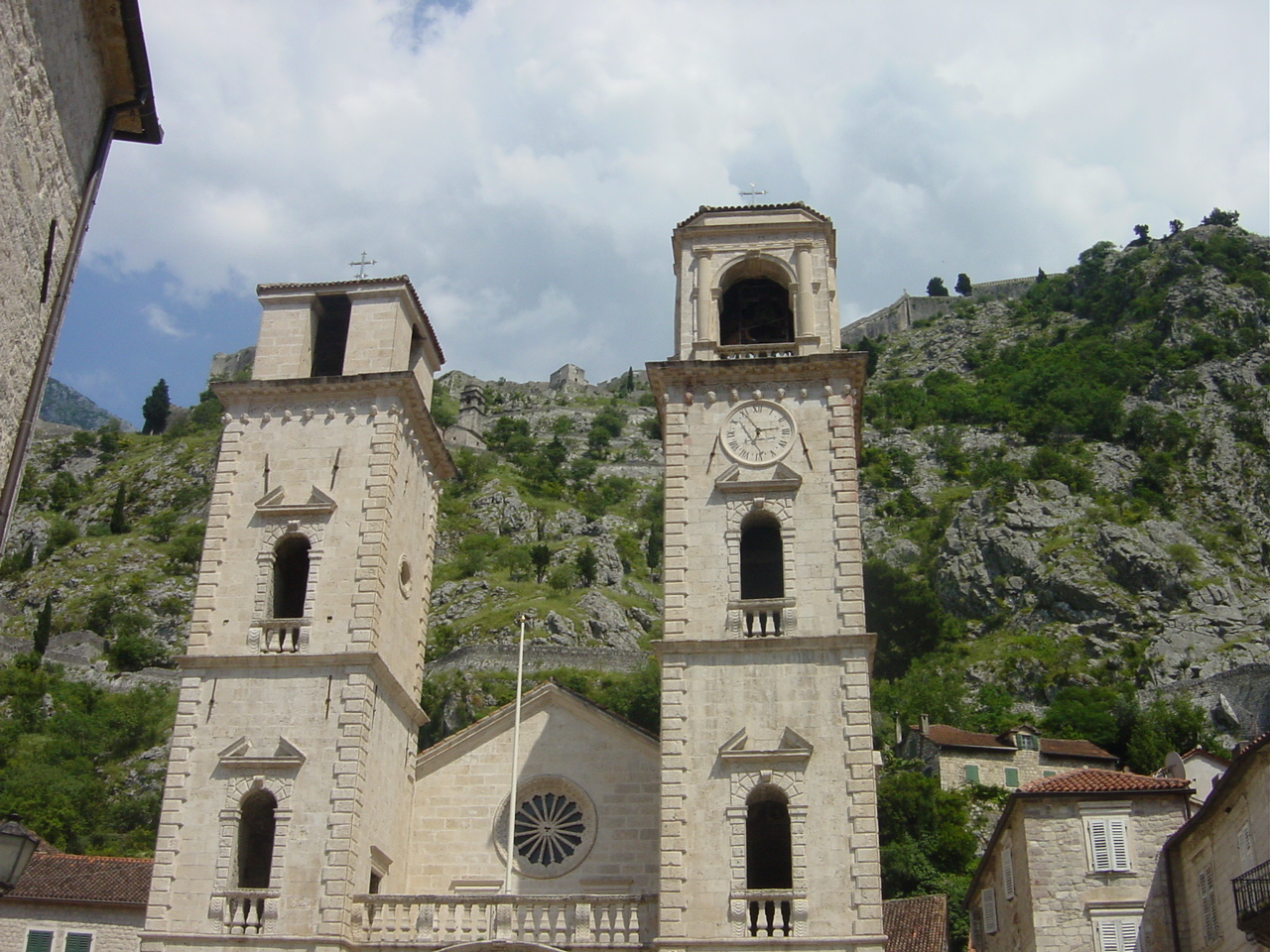
A Szent Trifun-székesegyház

Kotor jelentős turisztikai célpont. A városfallal körülvett középkori városközpont (a Kotori-öböllel együtt) kanyargós, szűk utcácskáival, tereivel, kis templomaival 1979 óta szerepel az UNESCO világörökségi listáján is. Sok egyéb látnivalója is van, mint például a román stílusú Szent Trifun-székesegyház az óvárosban (1166-ban épült) vagy az ősi falak, melyek 4,5 kilométer hosszan övezik a várost. A Sveti Đorđe (Szent György) és Gospa od Škrpijela szigetecskék Perast partja mellett, Kotor szomszédságban ugyancsak a népszerűbb célok között vannak.
A város középkori városfalai egészen a 260 méter magasban álló Szent János (Sveti Ivan)-erődítményéig húzódnak, ahová a kissé fárasztó hegymászás ellenére is érdemes felkapaszkodni a városra és az egész Kotori-öbölre nyíló pazar panoráma miatt. A Kotor fölött húzodó hegyek legmagasabbika a Lovćen (1754 m), a Lovćeni Nemzeti Parkba egy 18 km hosszú kanyargós, meredek úton juthatunk.
Egyéb látnivalók:
- Szent Lukács-templom − 1195-ben épített bizánci-román templom, a szépen megmaradt szentélyfalával.
- Mária-templom
- Szent Klára-templom (14. századi, ferences rendi templom)
- Szent József-templom
- Szent Miklós-templom (ortodox)
- Tengerészeti Múzeum

Az éjszakai élet a másik dolog, ami Kotorba vonzza a turistákat. Az óvárost tele van pubokkal, kocsmákkal és kávéházakkal, és van Kotorban néhány kiváló night club. A Maximus night club megnyitásával újra a montenegrói partvidék éjszakai életének a középpontjába került.
Több ezer turista látogatja a nyári rendezvényeket, mint például a Nyári Karnevált vagy a Bokeljska Noćot. Ezek Montenegró leglátogatottabb nyári eseményei, több mint harmincezer ember szórakozik Kotorban a Nyári Karnevál alatt.
Kotor napozás tekintetében nem elsőrendű hely, mert homokos strandjai nincsenek, és a víz sem elfogadható minőségű a Kotori-öbölnek ezen a részén. Mindazonáltal nem több, mint fél órás autóúttal elérhetők a Budvai Riviéra strandjai.

## Közlekedése

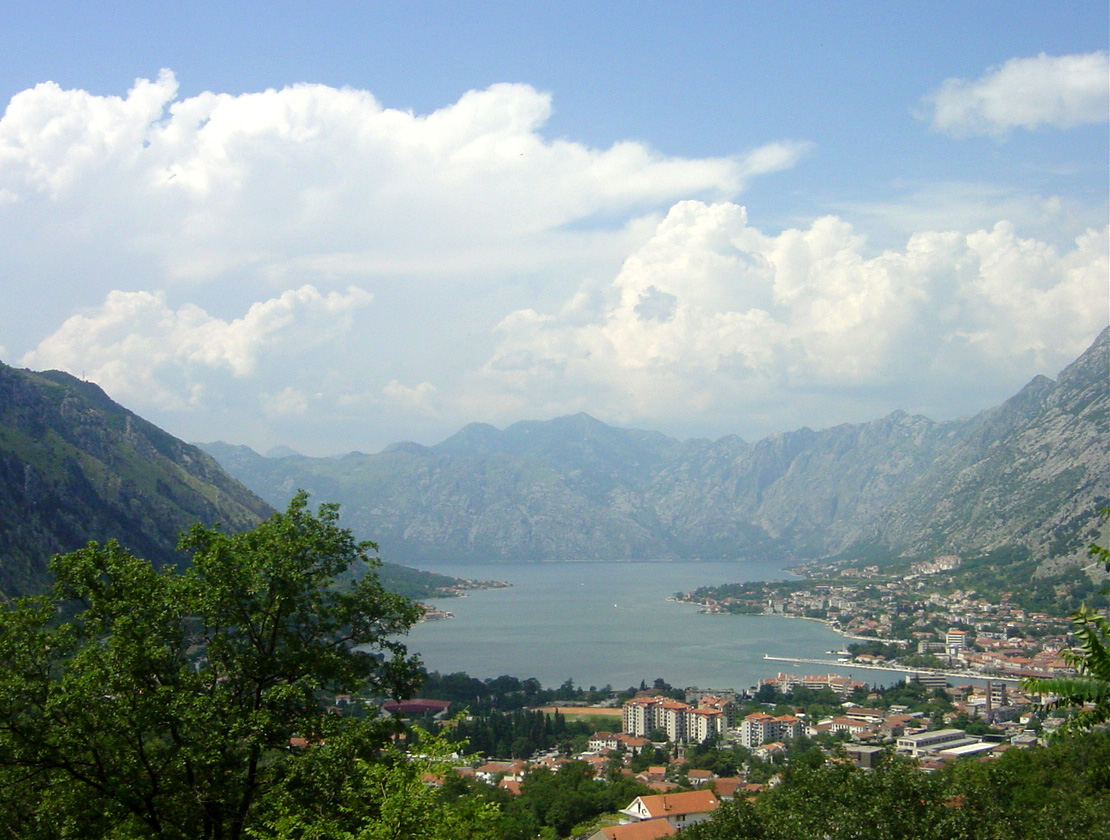
A Kotori-öböl

Kotort a Vrmac-alagút köti össze az Adriai Autópályával, a part többi részével és Montenegró belső területeivel. A belföld az Adriai Autópályáról Budvánál vagy Sutomorénál letérve (a Sozina-alagúton keresztül) érhető el. Van még egy történelmi út, ami Cetinjével köti össze Kotort; innen remek kilátás nyílik a Kotori-öbölre.
Öt kilométerre van a tivati repülőtér, ahonnan rendszeres járatok indulnak Belgrádba és Zürichbe, és ahol chartergépek tucatjai szállnak le naponta a nyári időszakban.
A podgoricai repülőtér 65 kilométerre van, innen egész évben indulnak rendszeres járatok a fontosabb európai városok felé.

## Testvérvárosai
- Szeged
- Kehl, 2000 óta

## Fordítás
- Ez a szócikk részben vagy egészben a Kotor című angol Wikipédia-szócikk ezen változatának fordításán alapul.  Az eredeti cikk szerkesztőit annak laptörténete sorolja fel. Ez a jelzés csupán a megfogalmazás eredetét és a szerzői jogokat jelzi, nem szolgál a cikkben szereplő információk forrásmegjelöléseként.

## Külső hivatkozások
- UNESCO: A Kotor-régió természeti és kultúrtörténeti értékei
- Turistainformációk Kotorról
- Kotor.biz turisztikai portál
- Fényképgyűjtemény a Kotori-öbölről
- Kotor turisztikai bemutatása
- A Kotori-öböl Kultúrájáért és Hagyományaiért Alapítvány − "Rastko-Boka Project" (szerb nyelvű)
- Három fényképgyűjtemény Kotorról - Stevan Kordic felvételei
- Kotor látnivalók, fotók (angol nyelvű)
- Kotorról magyarul (információk, látnivalók)

1. ↑  http://pop-stat.mashke.org/montenegro-cities.htm